# Женская сборная Ирландии по волейболу
Женская национальная сборная Ирландии по волейболу (англ. Ireland women's national volleyball team, ирл. Eitpheile fhoireann náisiúnta na mban hÉireann) — представляет Ирландию на международных соревнованиях по волейболу. Управляющей организацией выступает Ассоциация волейбола Ирландии (англ. Volleyball association of Ireland — VAI).

## История
Ассоциация волейбола Ирландии — член ФИВБ и ЕКВ с 1982 года.
Первым официальным турниром для женской сборной Ирландии стал чемпионат малых стран Европы 1998 года, прошедший в Лихтенштейне. Дебют для ирландских волейболисток сложился неудачно — 8-е (последнее) место.
В период до 2023 года сборная Ирландии ещё 12 раз участвовала в первенствах малых стран континента, но неизменно была в числе аутсайдеров, а в 2009—2017 пробиться в финальную стадию ей не удавалось. Первый медальных успех к ирландским волейболисткам пришёл в 2024 году, когда на чемпионате Ассоциации малых стран, проходившем в Сан-Марино, они выиграли бронзовые награды. 
В прочих официальных турнирах (квалификации Олимпийских игр, чемпионатов мира и Европы) женская сборная Ирландии до 2016 года участия не принимала.
В 2016 году национальная команда Ирландии впервые была среди участников отборочного турнира чемпионата мира 2018, 1-й раунд которого одновременно являлся и квалификацией чемпионата малых стран Европы 2017. Один из двух групповых турниров с участием ирландских волейболисток прошёл в мае 2016 в Торсхавне (Фарерские острова). Во всех трёх сыгранных матчах против команд Фарерских островов, Кипра и Лихтенштейна ирландки ничего не могли противопоставить своим соперницам, уступив им с одинаковым счётом 0:3, ни разу при этом не сумев набрать более 36 очков за матч.

## Результаты выступлений и составы

### Чемпионаты мира
Сборная Ирландии приняла участие только в одном квалификационном турнире чемпионата мира.
- 2018 — не квалифицировалась

- 2018 (квалификация): Элис Линехан, Сара Бенн, Мэри Критон, Оливия Моллой, Аойбхин Кэссиди, Орла Линч, Регина Хэлпин, Ройсин Роантри, Эдель Нолан, Карен Бенн, Эймир О'Нейлл, Кора Молони, Ройсин Аллен. Тренер — Виллем-Клас Розенбург.

### Чемпионаты малых стран Европы
В чемпионатах 1990—1996 сборная Ирландии участия не принимала.
- 1998 — 8-е место
- 2000 — 6-е место
- 2002 — не участвовала
- 2004 — 5-е место
- 2007 — не участвовала
- 2009 — не квалифицировалась
- 2011 — не квалифицировалась
- 2013 — не квалифицировалась
- 2015 — не квалифицировалась
- 2017 — не квалифицировалась
- 2019 — 5-е место
- 2022 — 4-е место
- 2023 — 5-е место
- 2024 —  3-е место
- 2025 —  3-е место

- 2004:  Кьяра Бакли, Джоанн Кардифф, Шинед Коннер, Луиза Дэйли, Кейт Ханрахан, Ноэми Кунчик, Оливия Росситер, Файона Шеридан, Патрисия Сомерс, Дженнифер Уолш, Полин Уолш.
- 2019:  Фиона Ламонт, Мэри-Клэр Сабогаль, Эмили Фрезелл, Оливия Моллой, Регина Хэлпин, Аойбхинн Кэссиди, Карли Донахи, Ройсин Роантри, Эймир О'Нейлл, Алекс Грейвз, Сиофра Лоулор. Тренер — Фабио Тамборрини.
- 2024: Ройсин Роантри, Эмили Фрэзелл, Регина Хэлпин, Софи Куинливэн-Нолан, Эмма Бирн, Сильвия Гомес, Эми О’Салливан, Лора Коннолли, Элис Уайнн, Мария Джонс, Грейс Молони, Карли Донахи, Джиллиан Суини, Кэтриона Ни Риордан. Тренер — Марк Делаханти.

## Состав
Сборная Ирландии в чемпионате малых стран Европы 2024.
| №  | Имя, фамилия         | Год рождения | Рост | Амплуа      | Клуб                    |
| -- | -------------------- | ------------ | ---- | ----------- | ----------------------- |
| 1  | Ройсин Роантри       | 1995         | 163  | нападающая  | «Ацтекс Иглз» Крейгавон |
| 3  | Эмили Фрэзелл        | 1994         | 166  | нападающая  | ЮКД Дублин              |
| 4  | Регина Хэлпин        | 1992         | 165  | связующая   | ЮКД Дублин              |
| 5  | Софи Куинливэн-Нолан | 2003         | 175  | центральная | «Гардианс» Талла        |
| 8  | Эмма Бирн            | 2003         | 177  | нападающая  | «Гардианс» Талла        |
| 9  | Сильвия Гомес        | 1991         | 181  | центральная | «Нет Форс» Корк         |
| 11 | Эми О’Салливан       | 2004         | 175  | центральная | «Голуэй»                |
| 12 | Лора Коннолли        | 2005         | 179  | центральная | «Дублин Лайонс»         |
| 15 | Элис Уайнн           |              |      | нападающая  | ТКД Дублин              |
| 16 | Мария Джонс          | 2004         | 173  | нападающая  | «Сантри Калипсо» Дублин |
| 17 | Грейс Молони         | 2004         | 167  | либеро      | ТКД Дублин              |
| 19 | Карли Донахи         | 1993         | 179  | центральная | «Сантри Калипсо» Дублин |
| 21 | Джиллиан Суини       | 2004         | 177  | связующая   | «Манстер Тандер» Корк   |
| 22 | Кэтриона Ни Риордан  | 2000         | 166  | либеро      | «Манстер Тандер» Корк   |

- Главный тренер — Марк Делаханти.
- Тренер — Эдита Юзвяк-Макмаллэн.